# Зарєччя (Василевське сільське поселення)
Зарєччя (Василевське СП) (рос. Заречье) — присілок в Торопецькому районі Тверської області Російської Федерації.
Населення становить 21 особу. Входить до складу муніципального утворення Василевське сільське поселення.

## Історія
Від 2005 року входить до складу муніципального утворення Василевське сільське поселення.

## Населення
| 2002 | 2010 |
| ---- | ---- |
| 29   | ↘21  |